# Hervormde kerk (Biggekerke)
De Hervormde kerk is een kerkgebouw te Biggekerke in de Nederlandse provincie Zeeland, gelegen aan Kerkplein 1.

## Geschiedenis
In 1235 werd voor het eerst schriftelijk melding gemaakt van een kerk op deze plaats. Deze was vermoedelijk gewijd aan Sint-Begga. De huidige toren en enkele delen van het koor zijn van ongeveer 1400. Het schip werd begin 17e eeuw herbouwd volgens de oudere vorm, inclusief het driezijdig afgesloten koor. In 1957 werd de kerk gerestaureerd, waarbij aan de zuidzijde een nieuwe consistorie werd aangebracht.

## Gebouw
Het betreft een bakstenen eenbeukige kerk met driezijdig afgesloten koor. De gedeeltelijk ingebouwde toren heeft twee geledingen en een achtkante spits. De benedenruimte van deze toren wordt overwelfd door een kruisribgewelf. De kerk is centraal in het dorp gelegen op een plantsoen.

## Interieur
Het schip wordt overwelfd door een houten tongewelf en trekbalken. De kerk bezit een preekstoel van ongeveer 1630 en een wapenbord dat in 1896 werd geplaatst.